# トップ・ドッグ
『トップ・ドッグ』（原題：Top Dog）は、1995年制作のアメリカ合衆国のアクション・コメディ映画。
チャック・ノリス主演、弟のアーロン・ノリス監督。日本では劇場未公開。

## あらすじ
サンディエゴ市警察のタフな刑事ジェイク・ワイルダーはある日、上司から新しいパートナーを紹介される。しかし、それはレノという名前の犬だった。ジェイクはレノと協力して、凶悪犯罪やテロリストに立ち向かう。

## キャスト
- ジェイク・ワイルダー：チャック・ノリス
- サバンナ：ミシェル・ラマー・リチャーズ
- マシュー：エリック・フォン・デットン
- ネルソン：ティモシー・ボトムズ
- ルー：カーマイン・カリディ
- キャラハン：クライド・クサツ
- オットー：カイ・ウルフ
- マーク：フランチェスコ・クイン

## 備考
アメリカで劇場公開される9日前の1995年4月19日、オクラホマシティ連邦政府ビル爆破事件が発生、劇中に同じように政府関係の建物がテロリストに爆破されるシーンがあり、事件を連想させるとして、興行収入成績は伸びなかった。

## 関連作品
- K-9/友情に輝く星
- ターナー&フーチ/すてきな相棒